# Багмарани (Абхазия)

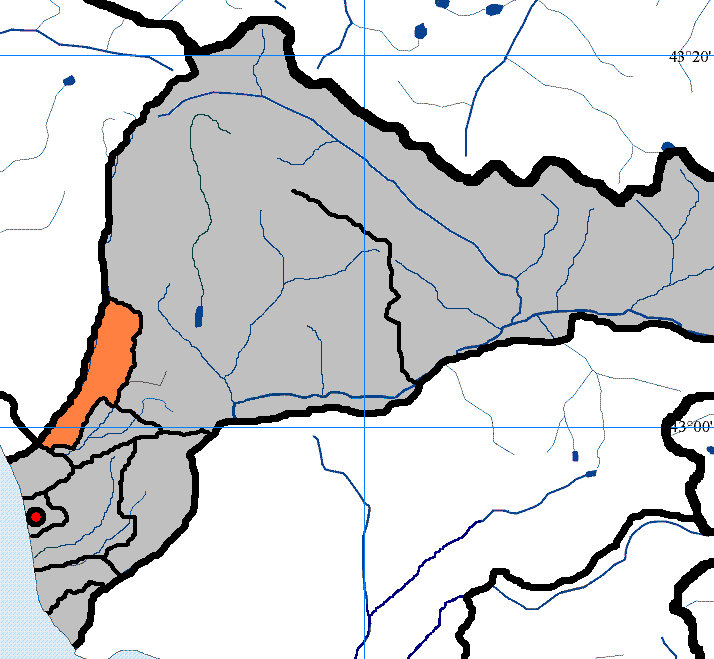
Расположение села Багмаран

Багмарани или Багмаран (абх. Баҕмаран от Баҕба — абхазский род, фамилия; мра, мара — солнце. Версия, что, якобы топоним имеет своё происхождение от груз. ბაღმარანი — ბაღი-сад; მარანი-винный погреб является недействительной; мегр. ბაღმარანი) — село в Абхазии, в Гулрыпшском районе частично признанной Республики Абхазия, согласно административному делению Грузии — в Гульрипшском муниципалитете Абхазской Автономной Республики. Расположено к северу от райцентра Гулрыпш на левом берегу реки Кяласур. Вытянуто с юга на север вдоль реки Кяласур от прибрежной равнины до предгорий. Абхазскими властями в настоящее время на русском языке обычно используется форма Багбаран. В советское время в качестве официального названия села использовалась грузинская форма Багмарани. В административном отношении территория села представляет собой Багмаранскую сельскую администрацию (абх. Баҕбаран ақыҭа ахадара), в прошлом Багмаранский сельсовет.

## Границы
На севере и востоке Багмаран граничит с селом Цабал; на юге — с селом Мачара; на юго-востоке — с селом Мерхеул; на западе — с Сухумским районом/муниципалитетом по реке Кяласур.

## Население
Население Багмаранского сельсовета, по данным переписи 1989 года, составляло 1373 человека, в том числе в самом селе проживало 423 человека (1989). Современный этнический состав — преимущественно абхазы. По данным переписи 2011 года численность населения сельского поселения (сельской администрации) Багбаран составила 123 жителя, из них 88 человек — абхазы (71,5 %), 17 человек — армяне (13,8 %), 8 человек — грузины (6,5 %), 5 человек — греки (4,1 %), 4 человека — русские (3,3 %), 1 человек — другие (0,8 %).
По данным переписи населения 1886 года в селении Багбаран (в современных границах) проживало православных христиан — 442 человека, мусульман-суннитов — 13 человек. По сословному делению в Багбаране имелось 13 дворян, 4 представителя православного духовенства, 1 представитель «городских» сословий и 437 крестьян. Князей в Багбаране не проживало.
В 1877 году абхазское население Багмарана, как и остальных сёл Центральной Абхазии, сильно пострадало от инспирированного российскими властями мухаджирства — насильственного выселения кавказских горцев в Османскую империю. Большинство сёл Центральной Абхазии было полностью «очищено» от коренного населения. В Багмаране, согласно данным переписи 1886 года, осталось лишь 6 дворов абхазов с общим населением 19 человек в нижней зоне села.
После выселения большей части коренного населения во второй половине XIX века, Багмаран стал заселяться грузинскими, греческими и славянскими крестьянами. В нижней зоне села (собственно посёлок Багмаран) осели переселенцы из Мегрелии, в результате чего оставшееся здесь абхазское население оказалось в меньшинстве. В центральной зоне Багмарана — посёлке Амхял (Александровское) — поселились понтийские греки; в предгорной зоне — посёлке Ачадара (Полтавское) — украинцы и русские.
Уже с конца XIX века славянское население начало покидать Багмаран, в 1949 году село покинуло всё греческое население, выселенное в Казахстан. Таким образом, со второй половины XX века вплоть до окончания грузино-абхазской войны 1992—1993 годов бо́льшую часть населения Багмарана составляют мегрелы, а коренное абхазское меньшинство было сосредоточено в нижней зоне села. Вот как описывает Нижний Багбаран побывавший здесь в 1948 году Л. И. Лавров: «В Багмарани живут мегрелы и очень немного абхазцев. К последним принадлежит и мой знакомый. Это одаренный человек, но плохо использовавший свои богатейшие артистические способности и знание языков. В частности, он свободно говорил по-мегрельски, по-грузински, по-турецки, по-гречески и, конечно, хорошо знал русский и родной абхазский языки. Кроме того, мог изъясняться и на ряде других языков. В Багмарани, как и в селении Келасури, усадьбы мегрелов и абхазцев располагаются вдоль дороги. Они примыкают одна к другой и создают подобие селения в обычном понимании. В сторону от дороги усадьбы разбросаны безо всякой системы».
В результате отступления грузинских войск в октябре 1993 года мегрельское население полностью покинуло Багмаран вместе с отступающей грузинской армией. В настоящее время население Багмарана крайне немногочисленно, состоит преимущественно из этнических абхазов. Бо́льшая часть жителей, зарегистрированных в селе, постоянно проживает в Сухуме. В селе дислоцирована Артиллерийская группа Министерства Обороны Абхазии.
| Год переписи | Число жителей                  | Этнический состав                                                               |
| ------------ | ------------------------------ | ------------------------------------------------------------------------------- |
| 1886         | 455                            | греки 40,9%; украинцы и русские 37,6%; грузины 15,8%; абхазы 4,2%               |
| 1926         | в составе соседних сельсоветов | греки, грузины, русские, абхазы (нет точных данных)                             |
| 1959         | 1407                           | грузины; абхазы в поселке Багмаран (нет точных данных)                          |
| 1989         | 1373                           | грузины; абхазы в поселке Багмаран (нет точных данных)                          |
| 2011         | 123                            | абхазы (71,5 %),армяне (13,8 %), грузины (6,5%), греки (4,1 %), русские (3,3 %) |

## Историческое деление
Село Багмаран исторически подразделяется на 3 посёлка (абх. аҳабла):
- Амхял (Александровское)
- Ачадара (Полтавское, Полтаво-Александровское)
- собственно Багмаран

## Интересное
Багмаран — единственное село в Абхазии, где большую часть населения составляют гумские абхазы, коренное население Центральной Абхазии (современные Сухумский и Гулрышский районы), абсолютное большинство которых со второй половины XIX века проживает в Турции.